# Bartochów (gmina)
Bartochów – dawna gmina wiejska istniejąca do 1954 roku w woj. łódzkim. Nazwa gminy pochodzi od wsi Bartochów, lecz siedzibą władz gminy była Warta, która stanowiła odrębną gminę miejską.
Za Królestwa Polskiego gmina Bartochów należała do powiatu tureckiego w guberni kaliskiej. W 1886 roku gminę Bartochów (a także miasto Warta) włączono do powiatu sieradzkiego w tejże guberni.
W okresie międzywojennym gmina Bartochów należała do powiatu sieradzkiego w woj. łódzkim. Po wojnie gmina zachowała przynależność administracyjną. 1 stycznia 1951 roku do gminy Bartochów przyłączono część obszaru gminy Jeziorsko z powiatu tureckiego w woj. poznańskim (gromadę Głaniszew). Według stanu z 1 lipca 1952 roku gmina składała się z 18 gromad: Bartochów, Czartki, Duszniki, Dziebędów, Gać Warcka, Głaniszew, Gołuchy, Góra, Inczew, Jakubice, Kawęczynek, Łabędzie, Małków, Raczków, Sędzice, Słomków Mokry, Tubądzin i Zagajew.
Jednostka została zniesiona 29 września 1954 roku wraz z reformą wprowadzającą gromady w miejsce gmin. Po reaktywowaniu gmin z dniem 1 stycznia 1973 roku gminy Bartochów nie przywrócono, a jej dawny obszar wszedł głównie w skład gmin Warta i Wróblew.